# Confédération brésilienne d'équitation
La Confédération brésilienne d'équitation (en portugais Confederação Brasileira de Hipismo) est l'organe national chargé de gérer et de promouvoir la pratique de l'équitation au Brésil. Elle a été fondée en 1941 sous le nom de Federação Brasileira de Xadrez et est affiliée à la Fédération équestre internationale.
Le président est Mauricio Tadei Barthel Manfredi.

## Cavaliers brésiliens
- Rodrigo Pessoa (né en 1972) , champion olympique
- Nelson Pessoa (champion brésilien)

## Organisation
- Président : Maurico Tadei Barthel Manfredi
- Vice-président : Ronaldo Bittencourt Filho